# Estadio Nacional de Pakistán
El Estadio Nacional de Pakistán (en urdu: نیشنل اسٹڈیم‎) es un estadio deportivo principalmente utilizado para el críquet ubicado en la ciudad de Karachi en Pakistán.

## Historia
El estadio fue inaugurado el 21 de abril de 1955 con capacidad para más de 34000 espectadores. Es el estadio deportivo con mayor capacidad en Pakistán. Está ubicado en la ciudad más grande y poblada de Pakistán usualmente utilizado para el crícket teniendo su primer evento importante en un partido de críquet donde Pakistán ganó 24-20 a India, ganando 17 de los 34 partidos que disputó sin derrota hasta el 2000, venciendo a potencias del deporte como Inglaterra. Históricamente han sido derrotados en solo dos ocasiones en su casa: contra Inglaterra en 2000 y Sudáfrica en 2007.
El estadio también ha sido sede de su selección de fútbol, aunque a diferencia del críquet, no han tenido tan buenos resultados.

## Eventos Importantes
El estadios ha sido sede en dos ocasiones de la Copa Mundial de Críquet: en 1987 y 1996.